# Comarcas da Galiza

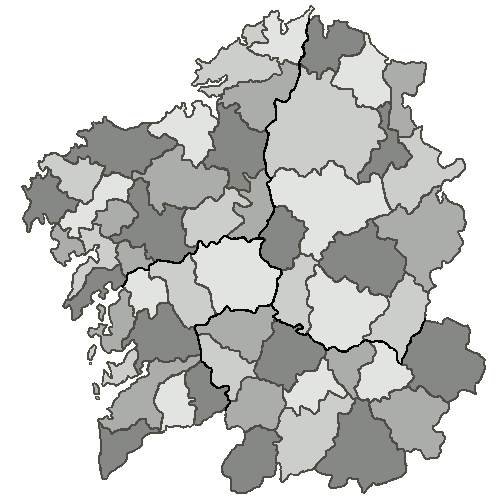
Comarcas da Galiza

A Galiza está dividida em 53 comarcas, 18 na província da Corunha, 13 na província de Lugo, 12 na província de Ourense e 10 na província de Pontevedra.
O Estatuto de Autonomia de Galiza recolhe a divisão e organização administrativa do território em comarcas (ademais de províncias, e paróquias rurais).  

## Comarcas da Corunha
- Comarca de Arçua
- Comarca de Barbança
- Comarca de Barcala
- Comarca de Bergantinhos
- Comarca de Betanços
- Comarca da Corunha
- Comarca do Eume
- Comarca de Ferrol
- Comarca de Fisterra
- Comarca do Jalhas
- Comarca de Muros
- Comarca de Noia
- Comarca de Ordes
- Comarca do Ortegal
- Comarca de Santiago
- Comarca do Sar
- Comarca da Terra de Melide
- Comarca da Terra de Soneira

## Comarcas de Lugo
- Comarca dos Ancares
- Comarca de Chantada
- Comarca da Fonsagrada
- Comarca de Lugo
- Comarca da Mariña Central
- Comarca da Mariña Ocidental
- Comarca da Mariña Oriental
- Comarca de Meira
- Comarca de Quiroga
- Comarca de Sarria
- Comarca da Terra Chã
- Comarca da Terra de Lemos
- Comarca da Ulhoa

## Comarcas de Ourense
- Comarca de Allariz-Maceda
- Comarca da Baixa Limia
- Comarca do Carballiño
- Comarca da Limia
- Comarca de Ourense
- Comarca do Ribeiro
- Comarca da Terra de Caldelas
- Comarca da Terra de Celanova
- Comarca da Terra de Trives
- Comarca de Valdeorras
- Comarca de Verín
- Comarca de Viana

## Comarcas de Pontevedra
- Comarca do Baixo Minho
- Comarca de Caldas
- Comarca do Condado
- Comarca do Deza
- Comarca do Morraço
- Comarca de Paradanta
- Comarca de Pontevedra
- Comarca do Salnês
- Comarca de Tabeirós-Terra de Montes
- Comarca de Vigo